# Келли, Рут
Рут Мария Келли (англ. Ruth Maria Kelly; 9 мая 1968, Лимавади, Лондондерри, Северная Ирландия) — британский экономист и политик-лейборист.

## Биография
Келли происходит из католической ирландской семьи. Ее дед в 20-х годах XX века был бойцом Ирландской республиканской армии. Раннее детство она провела в Ирландии. Состоит в католической организации Опус Деи.
После переезда в Великобританию, она изучала философию, политику и экономику в Оксфордском университете (1989) и окончила Лондонскую школу экономики (1992).
Ее профессиональная карьера началась в экономическом отделе газеты The Guardian. С 1994 года была заместителем руководителя команды аналитиков прогнозирования инфляции Банка Англии. В 1996 году она вышла замуж, имеет четверых детей.
В 1997 была впервые избрана в парламент. Экономический секретарь Казначейства (2001—2002), финансовый секретарь Казначейства (2002—2004), министр по вопросам образования и профессиональной подготовки (2004—2006), министр по делам женщин (2006—2007), министр по делам общин и местного самоуправления (2006—2007), министр по вопросам транспорта (2007—2008). Оставила парламент в 2010.

## Ссылка
- Профиль на сайте BBC